# シュフレ
株式会社シュフレは、かつて岡山県に存在したスーパーマーケットチェーン。岡山市に本社を置いていた。
最盛期にはスーパーマーケットの他に飲食店や書店も営んでいたが、周辺地域への競合店の出店により売上げが減少し、赤字店舗の閉鎖を余儀なくされた。

## 沿革
- 1959年11月 - 岡山市妹尾に有限会社主婦の店妹尾店を設立。
- 1979年8月 - 株式会社に改組。商号を株式会社主婦の店商事に変更。
- 1991年6月3日 - 商号を株式会社シュフレに変更[2]。
- 2005年12月19日 - 岡山地方裁判所へ民事再生手続き開始の申し立て[3][4][5]。
- 2006年
  - 9月 - 再生計画案が認可される[6]。
  - 9月8日 - 債権者集会を開催[7]。
  - 11月 - サボイ（大阪市）をスポンサーに[8]、「まねき屋」への店舗名変更やレジ更新を福田店から着手[6]。
- 2007年
  - 11月28日 - 運営するまねき屋6店舗全店を閉店[9]。
  - 11月30日 - 岡山地方裁判所から民事再生手続き廃止の決定を受け、破産[9][10]。

## かつて存在した店舗
下記店舗の他にも存在していた可能性がある。
- 清輝店 - 岡山市清輝本町4-26[11]
- 東畦店 - 岡山市東畦83-1[11]
- 福田店 - 岡山市妹尾1883-1[11]
- 赤田店 - 岡山市赤田85-1[11]
- 花尻店 - 岡山市花尻あかね町12-108[11]
- 芳田店 - 岡山市万倍121-1
- ウイング店 - 岡山市灘崎町西高崎5-1
- ドリームタウンせのお - 岡山市妹尾844-1[11]
- ブックフォーラム庭瀬 - 岡山市庭瀬242[11]
- 乙島店 - 倉敷市玉島乙島7123-3[11]
- 東倉敷店 - 倉敷市帯高16[11]
- 庄店 - 倉敷市下庄375-1[11]
- 郷内店 - 倉敷市林808[11]
- 川入店 - 倉敷市川入689-1[11]
- 西阿知店 - 倉敷市西阿知町983-1[11]
- 八王子店 - 倉敷市酒津2729-1[11]
- 南玉島店 - 倉敷市玉島勇崎1038-2[11]
- みどり館 - 倉敷市林526[11]
- 中洲店 - 倉敷市水江1598-9[11]
- 久代店 - 総社市久代4900-1[11]
- 清音店 - 都窪郡清音村柿木882-1[11]
- 鴨方店 - 浅口市鴨方町鴨方970[11]
- 東笠岡店 - 笠岡市富岡331-2[11]